# Jardín zoológico de Timişoara
El  Jardín zoológico de Bucarest (en rumano: Grădina Zoologică din Timişoara) Es un parque zoológico de 6,34 hectáreas (15,7 acres) en Timişoara, Rumania, situado al noreste de la ciudad cerca del "Bosque verde". Fue inaugurado en 1986 con 30 especies de animales, en su mayoría locales de Rumania.
El zoológico fue abierto al público en 1986, y fue el hogar de cerca de 30 especies, la mayoría de los cuales eran nativas de Rumania. Fue originalmente administrada por la "Dirección autónoma de Horticultura", que se convirtió finalmente en una empresa comercial. 
En sus primeros años, el zoológico fue mal administrado, y con el fin de remediar esta situación, la ciudad adquirió el terreno en 2002 y comenzó un estudio de viabilidad sobre la actualización del zoológico. El zoológico fue cerrado al público en otoño de 2004 para su renovación y mejora con la intención de cumplir con las normas europeas, la renovación fue terminada en 2007, y el zoológico abre de nuevo el 1 de junio de ese año.